# جوزف کراس (هنرپیشه)
ژوزف نیوکراس (انگلیسی: Joseph Cross؛ زادهٔ ۲۸ مهٔ ۱۹۸۶) یک هنرپیشه، و تهیه‌کننده اهل ایالات متحده آمریکا است. او با بازی در فیلم‌های اقدامات ناامیدکننده و جک فراست به عنوان بازیگر کودک کار خود را آغاز کرد. او برای بازی در فیلم دویدن با قیچی  نامزد جایزه ساترن بهترین بازیگر نقش اول مرد شد. از دیگر فیلم‌های او می‌توان به پرچم‌های پدران ما (۲۰۰۶) به کارگردانی کلینت ایستوود،  میلک (۲۰۰۸) به کارگردانی گاس ون سنت، لینکن (۲۰۱۲) به کارگردانی استیون اسپیلبرگ و منک (۲۰۲۰) به کارگردانی دیوید فینچر اشاره کرد.

## فیلم‌شناسی
- اقدامات ناامیدکننده (۱۹۹۸)
- جک فراست (۱۹۹۸)
- غریبه‌ها با آبنبات (۲۰۰۵)
- پرچم‌های پدران ما (۲۰۰۶)
- دویدن با قیچی (۲۰۰۶)
- نایافتنی (۲۰۰۸)
- میلک (۲۰۰۸)
- سقوط کردن (۲۰۰۹)
- لینکلن (۲۰۱۲)
- آخرین تعطیلات آخر هفته (۲۰۱۴)
- آخرین جشنواره فیلم (۲۰۱۶)
- منک (۲۰۲۰)

### تلویزیون
- دیدبان سوم (۲۰۰۳)
- اسمالویل (۲۰۰۴)
- نظم و قانون: واحد قربانیان ویژه (۲۰۰۴)
- نظم و قانون (۲۰۰۵)
- ابتدایی (۲۰۱۵)
- دروغ‌های کوچک بزرگ (۲۰۱۷)
- شکارچی ذهن (۲۰۱۷)